# Saint-Benoît (La Réunion)
Pour les articles homonymes, voir Saint-Benoît.
Saint-Benoît est une commune française située dans le département d'outre-mer de La Réunion.
Ses habitants sont appelés les Bénédictins.

## Urbanisme

### Typologie
Saint-Benoît est une commune urbaine, car elle fait partie des communes denses ou de densité intermédiaire, au sens de la grille communale de densité de l'Insee,,,. Elle appartient à l'unité urbaine de Saint-Benoît, une agglomération intra-départementale regroupant 1 commune et 37 585 habitants en 2022, dont elle est une ville isolée,.
Par ailleurs la commune fait partie de l'aire d'attraction de Saint-Benoît, dont elle est la commune-centre. Cette aire, qui regroupe 3 communes, est catégorisée dans les aires de 50 000 habitants à moins de 200 000 habitants,.
La commune, bordée par l'océan Indien au nord-est, est également une commune littorale au sens de la loi du 3 janvier 1986, dite loi littoral. Des dispositions spécifiques d’urbanisme s’y appliquent dès lors afin de préserver les espaces naturels, les sites, les paysages et l’équilibre écologique du littoral, comme le principe d'inconstructibilité, en dehors des espaces urbanisés, sur la bande littorale des 100 mètres, ou plus si le plan local d’urbanisme le prévoit,.

## Géographie

### Localisation
Saint-Benoît se situe à environ 40 kilomètres au sud-est de Saint-Denis, le chef-lieu. C'est la seconde plus grande commune de La Réunion par sa superficie : elle s'étend du battant des lames au sommet des montagnes pour culminer à la caverne Dufour et est composée d'une trentaine de quartiers ou lieux-dits.
Son territoire communal est délimité par la rivière des Roches au nord, l'océan Indien à l'est, la rivière de l'Est au sud. Ceux de Bras-Panon, de Cilaos, de L'Entre-Deux, de La Plaine-des-Palmistes, de Sainte-Rose, de Salazie et du Tampon lui sont limitrophes.
Il est traversé d'ouest en est par la rivière des Marsouins, dont le versant nord est couvert par la forêt de Villeneuve et la forêt du Piton Papangue. Au sud de la rivière se trouve la forêt du Cratère.

### Climat
Le climat y est tropical mais très influencé par les alizés. La pluie (100 jours par an) et le vent (90 jours par an) sont présents pratiquement toute l'année et les températures sont chaudes toute l'année.
| Mois                              | jan. | fév. | mars | avril | mai  | juin | jui. | août | sep. | oct. | nov. | déc. | année |
| --------------------------------- | ---- | ---- | ---- | ----- | ---- | ---- | ---- | ---- | ---- | ---- | ---- | ---- | ----- |
| Température minimale moyenne (°C) | 23,9 | 24,2 | 23,8 | 22,9  | 21,4 | 19,9 | 19   | 18,6 | 18,9 | 19,8 | 21,3 | 23   | 19,6  |
| Température moyenne (°C)          | 25,4 | 25,6 | 25,3 | 24,4  | 22,9 | 21,4 | 20,5 | 20,4 | 20,9 | 21,8 | 23,2 | 24,8 | 20,9  |
| Température maximale moyenne (°C) | 27   | 27,2 | 26,9 | 26,1  | 24,5 | 23,1 | 22,3 | 22,2 | 22,8 | 23,8 | 25,1 | 26,5 | 24,7  |
| Ensoleillement (MJ/m²)            | 8,3  | 7,9  | 7,5  | 7,4   | 6,8  | 6,7  | 6,6  | 6,8  | 7,7  | 7,5  | 8,1  | 8,6  | 7,4   |
| Précipitations (mm)               | 229  | 254  | 224  | 101   | 109  | 70   | 72   | 56   | 63   | 58   | 76   | 142  | 1 454 |

Température la plus élevée : 36.0 °C le 16 janvier 2024
Température la plus basse : 10.5 °C le 15 juillet 1991
Précipitations quotidiennes les plus élevées : 893.4mm le 14 février 1993
Précipitations annuelles les plus élevées : 6114.6mm en 1993
Ensoleillement annuel le plus élevé : 2292h en 2019

## Histoire
L’histoire de Saint-Benoît commence dans la première moitié du XVIIIe siècle, lorsque les colons de Bourbon, à l’étroit entre Saint-Paul et Saint-Denis cherchent de nouvelles terres pour la culture du café.
Les premières concessions furent attribuées entre 1720 et 1730. Les concessionnaires devaient s'engager à « cultiver le vrai café Moka » et à payer chaque année à la Compagnie « 200 livres de riz blanc et 24 poules ».
C'est également à cette époque que la zone fut érigée en paroisse par les autorités ecclésiastiques et le gouverneur général. Elle tire son nom de celui de ce dernier, Pierre Benoît Dumas.
La commune en elle-même a été créée le 8 septembre 1733. Gratifiée d’un climat ensoleillé et fréquemment arrosé, elle devient vite un paradis pour les cultures les plus diverses : c’est là que Joseph Hubert acclimate les épices rapportées par Pierre Poivre, que prospèrent le manguier d’Inde, le litchi de Chine et plus tard la vanille du Mexique.
Le 25 août 1809, la garde nationale de la commune parvient à repousser les Britanniques débarqués le 16 août à Sainte-Rose.
Le 11 février 1882, une ligne de chemin de fer liant la ville à Saint-Denis est livrée. La même année, Bras-Panon se sépare de Saint-Benoît pour devenir une commune à part entière.
En 1950, un incendie ravage une grande partie du centre-ville. Une lampe Titus à pression de pétrole explose dans un salon de coiffure, l'incendie se propage d'une maison en bois à l'autre. Au petit matin le centre ville est un champ de ruines : 17 maisons ont été la proie des flammes. On les reconstruira en dur.
Le 10 octobre 1965, la place du Marché est solennellement baptisée place Edmond-Albius ; trois jours plus tard est inaugurée la piscine du Butor à quelques mètres d'une jetée protégeant un petit port construit en 1960.
La mairie est inaugurée le 27 mars 1966 sous le majorat du Dr David Moreau, elle se trouve actuellement à côté de l'église. L'ancienne maternité date du 20 octobre 1960.
Dans les années 1960, des avortements et stérilisations non consentis sont pratiqués dans la clinique de Saint-Benoît dirigée par le docteur et maire David Moreau, ce scandale aboutissant en 1971 à la condamnation en appel du docteur Alain Lejade.

## Politique et administration
Après une période dominée par la droite et le centre, Saint-Benoît est depuis 1983, et l'accession de Jean-Claude Fruteau au fauteuil de maire, une ville très marquée à gauche. Le Parti socialiste et ses candidats réalisent, selon les périodes, des scores très importants, parfois dès le premier tour. De façon épisodique, la droite a réalisé de bons scores (2001, 2015) sans remettre en cause la domination du Parti socialiste sur ce fief de la gauche locale.

### Rattachements administratifs et électoraux
La commune est le chef-lieu de l’arrondissement de Saint-Benoît et jusqu'en 2015, celui de deux cantons :
- Saint-Benoît-1 compte 17 708 habitants ;
- Saint-Benoît-2 compte 15 479 habitants.

Depuis la réforme de la carte cantonale, appliquée aux élections départementales de 2015, une partie de l'ex-premier canton s'est vu adjoindre la ville de La Plaine-des-Palmistes pour former une nouvelle circonscription électorale départementale, le canton no 7 ; tandis que les communes de Sainte-Rose et Saint-Philippe ont été rattachées à la partie restante de la commune (Bras-Fusil, Beaufonds, Sainte-Anne) pour former le canton no 8.
Pour l’élection des députés, Saint-Benoît appartient à la cinquième circonscription de La Réunion, représentée depuis 2017 par Jean-Hugues Ratenon (RÉ974/LFI).

### Intercommunalité
Saint-Benoît est le siège de la Communauté intercommunale Réunion Est (CIREST), intercommunalité formée avec les villes voisines de Bras-Panon, La Plaine-des-Palmistes, Saint-André, Sainte-Rose et Salazie. Selon les données légales de l'INSEE, elle compte 126 807 habitants en 2016.

### Jumelages
- Quatre Bornes (Maurice)
- Ambalavao (Madagascar)

## Population et société

### Démographie
L'évolution du nombre d'habitants est connue à travers les recensements de la population effectués dans la commune depuis 1961, premier recensement postérieur à la départementalisation de 1946. À partir de 2006, les populations de référence des communes sont publiées annuellement par l'Insee. Le recensement repose désormais sur une collecte d'information annuelle, concernant successivement tous les territoires communaux au cours d'une période de cinq ans. Pour les communes de plus de 10 000 habitants les recensements ont lieu chaque année à la suite d'une enquête par sondage auprès d'un échantillon d'adresses représentant 8 % de leurs logements, contrairement aux autres communes qui ont un recensement réel tous les cinq ans,.

En 2022, la commune comptait 37 585 habitants, en évolution de −1,46 % par rapport à 2016 (La Réunion : +3,33 %, France hors Mayotte : +2,11 %).
| 1961   | 1967   | 1974   | 1982   | 1990   | 1999   | 2006   | 2011   | 2016   |
| ------ | ------ | ------ | ------ | ------ | ------ | ------ | ------ | ------ |
| 16 783 | 19 492 | 21 658 | 23 541 | 26 195 | 31 531 | 33 187 | 35 733 | 38 142 |

| 2021   | 2022   | - | - | - | - | - | - | - |
| ------ | ------ | - | - | - | - | - | - | - |
| 37 023 | 37 585 | - | - | - | - | - | - | - |

### Enseignement

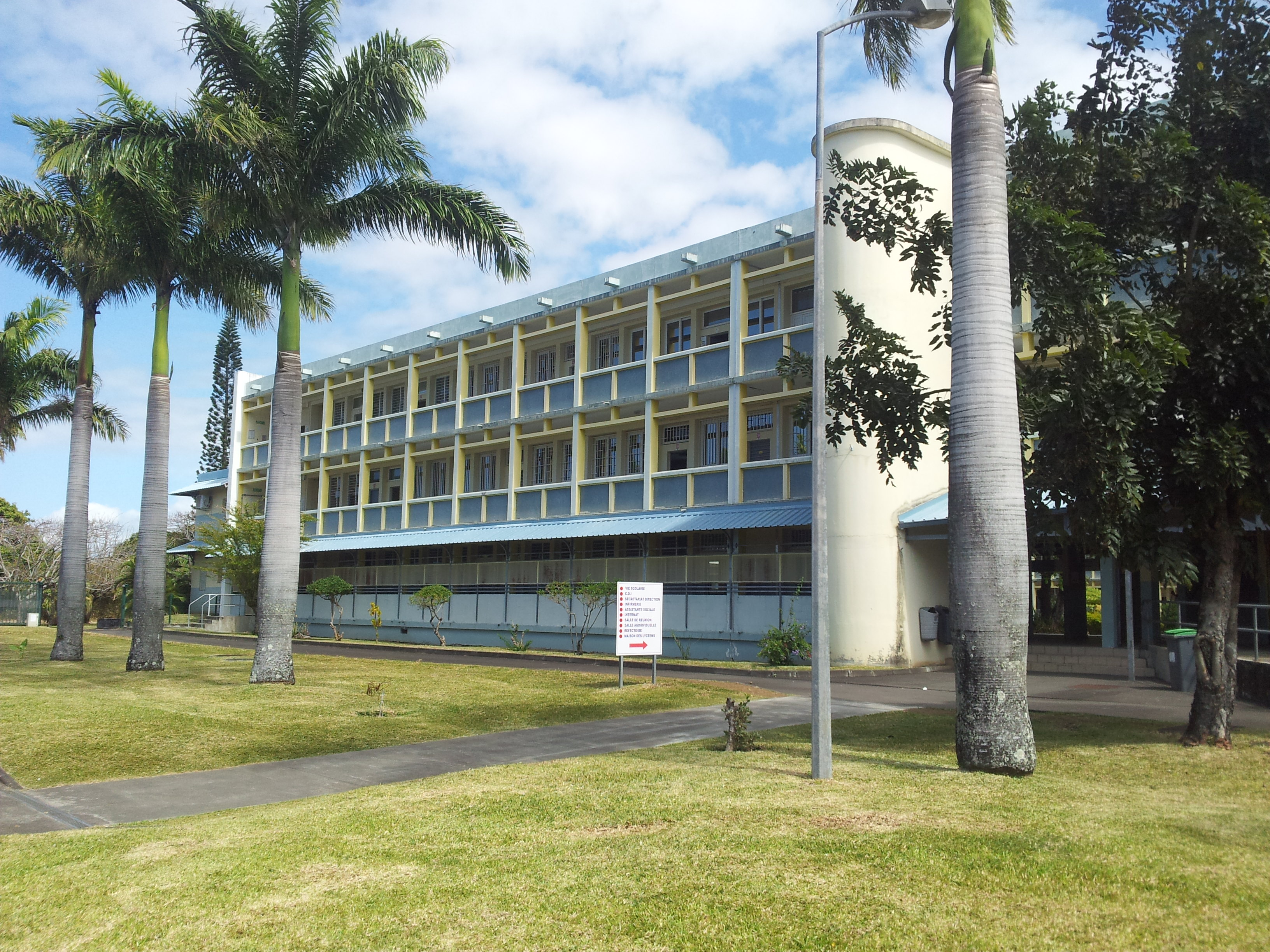
Le lycée d'enseignement général et technologique Amiral Pierre Bouvet.

On trouve sur le territoire communal cinq collèges :
- le collège Bassin bleu, ouvert à Sainte-Anne en 1991 ;
- le collège Amiral-Bouvet, situé en Réseau d'éducation prioritaire ;
- le collège Hubert-Delisle à Beaulieu, qui comptait 1 180 élèves à la rentrée 2005 ;
- le collège Guy-Môquet à Bras-Fusil ;
- le collège privé Alexandre-Monnet à Bourbier.

Cinq écoles élémentaires :
- l'école élémentaire André-Hoareau ;
- l'école élémentaire Bras-Fusil ;
- l'école élémentaire Les Girofles ;
- l'école élémentaire Odile-Élie ;
- l'école élémentaire Petit Saint-Pierre.

Treize écoles primaires :
- l'école primaire Alexis de Villeneuve à l'Abondance les Hauts ;
- l'école primaire André Duchemann à la Confiance ;
- l'école primaire Beaulieu ;
- l'école primaire Denise-Salaï ;
- l'école primaire Edmond Albius à Cambourg ;
- l'école primaire Émilie-Moreau à la Rivière des Roches ;
- l'école primaire Julie-Huet ;
- l'école primaire Lucie-Prudent au Cratère ;
- l'école primaire Maxime-Fontaine au Chemin de Ceinture ;
- l'école primaire privée Saint-Joseph à Bras-Canot ;
- l'école primaire privée Sainte-Marguerite ;
- l'école primaire Reine-Pitou à Bourbier ;
- l'école primaire Raphaël-Élie à Sainte-Anne.

Sept écoles maternelles :
- l'école maternelle André-Hoareau ;
- l'école maternelle Bois-Joli ;
- l'école maternelle La Poussinière ;
- l'école maternelle Les Bougainvilliers ;
- l'école maternelle Les Girofles ;
- l'école maternelle Les Hibiscus ;
- l'école maternelle Les Orangers.

On y trouve par ailleurs quatre lycées publics :
- le lycée d'enseignement général et technologique Amiral Bouvet, qui comptait 1 160 élèves à la rentrée 2005 ;
- le lycée d'enseignement polyvalent de Bras-Fusil, qui comptait 910 élèves à la rentrée 2005 ;
- le lycée professionnel Patu de Rosemont, qui comptait 1 236 élèves à la rentrée 2005 ;
- le lycée Marie-Curie ou lycée Saint Benoit IV.

## Économie
- Maison de l'entreprise de la Chambre de commerce et d'industrie de La Réunion.
- Distillerie de Rhum.

## Culture locale et patrimoine

### Lieux et monuments

#### Lieux de cultes

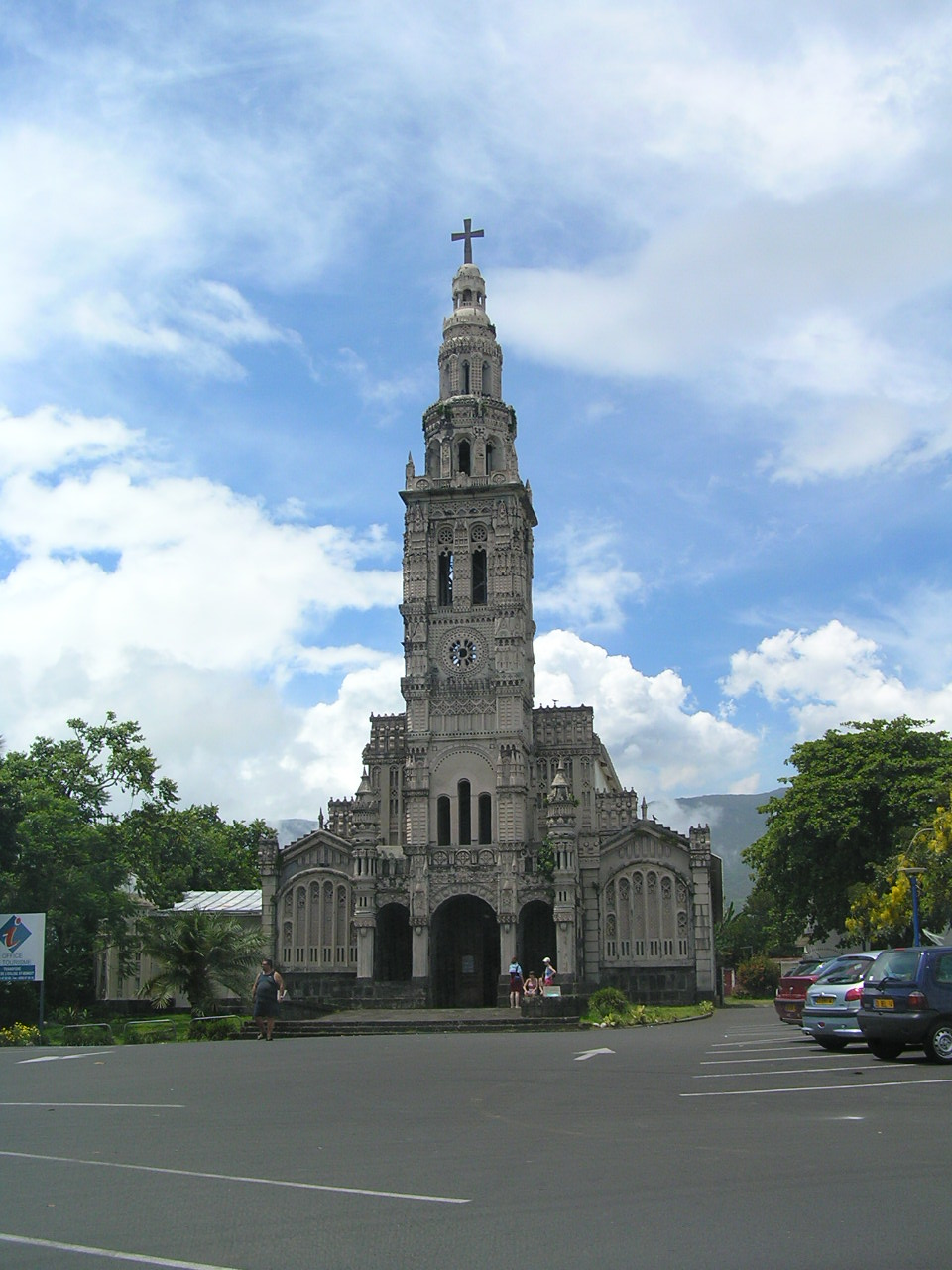
L'église de Sainte-Anne.

- L’église de Sainte-Anne : le monument, de style baroque, très inspirée des cathédrales européennes avec ses moulures, fleurs, statues et gargouilles en ciment. Elle a été édifiée entre 1921 et 1946, c’est l’œuvre du curé de la paroisse, le père Daubenberger : il mobilisa les enfants du catéchisme pour sculpter, au couteau, ces décors sur des plaques de ciment. Ce bâtiment a servi de cadre à la scène du mariage de La Sirène du Mississippi de François Truffaut. L'édifice a été classé au titre des monuments historiques en 1982[22].
- Église Saint-Benoît. L'édifice a été inscrit au titre des monuments historiques en 2012[23].
- Chapelle de la Résurrection de Chemin de Ceinture. La chapelle est dédiée à la Résurrection de Jésus.
- Chapelle Notre-Dame-des-Roches de Rivière-des-Roches.
- Chapelle Sainte-Hélène des Orangers. La chapelle est dédiée à sainte Hélène.
- Chapelle Sainte-Louise-de-Marillac de Cambourg. La chapelle est dédiée à sainte Louise de Marillac.
- Chapelle Sainte-Rita de Pont suspendu. La chapelle est dédiée à sainte Rita.
- Liste détaillée des églises de Saint-Benoît sur :

- Le temple hindou de Morange.

#### Lieux historiques
- La Marine, construite en 1780, servit à l'embarquement des sucres, du tapioca, des épices et autres marchandises, et contribua à desservir l'arrondissement au vent, car étant un point névralgique dans l'exportation de marchandises. À la livraison du chemin de fer en 1882, la marine continua de fonctionner mais déclina au fil des ans jusqu'à ce que le cyclone de 1904 emporte toute l'installation.
- Le domaine de la Confiance.
- La cheminée Beaufonds.
- La cheminée Morange.
- Le cimetière de Saint-Benoît, où sont notamment enterrés Joseph Hubert et Alexis de Villeneuve.

#### Sites naturels
- Le Grand Étang, le plus grand plan d'eau de La Réunion.
- La vallée de Takamaka qui abrite une centrale hydroélectrique.

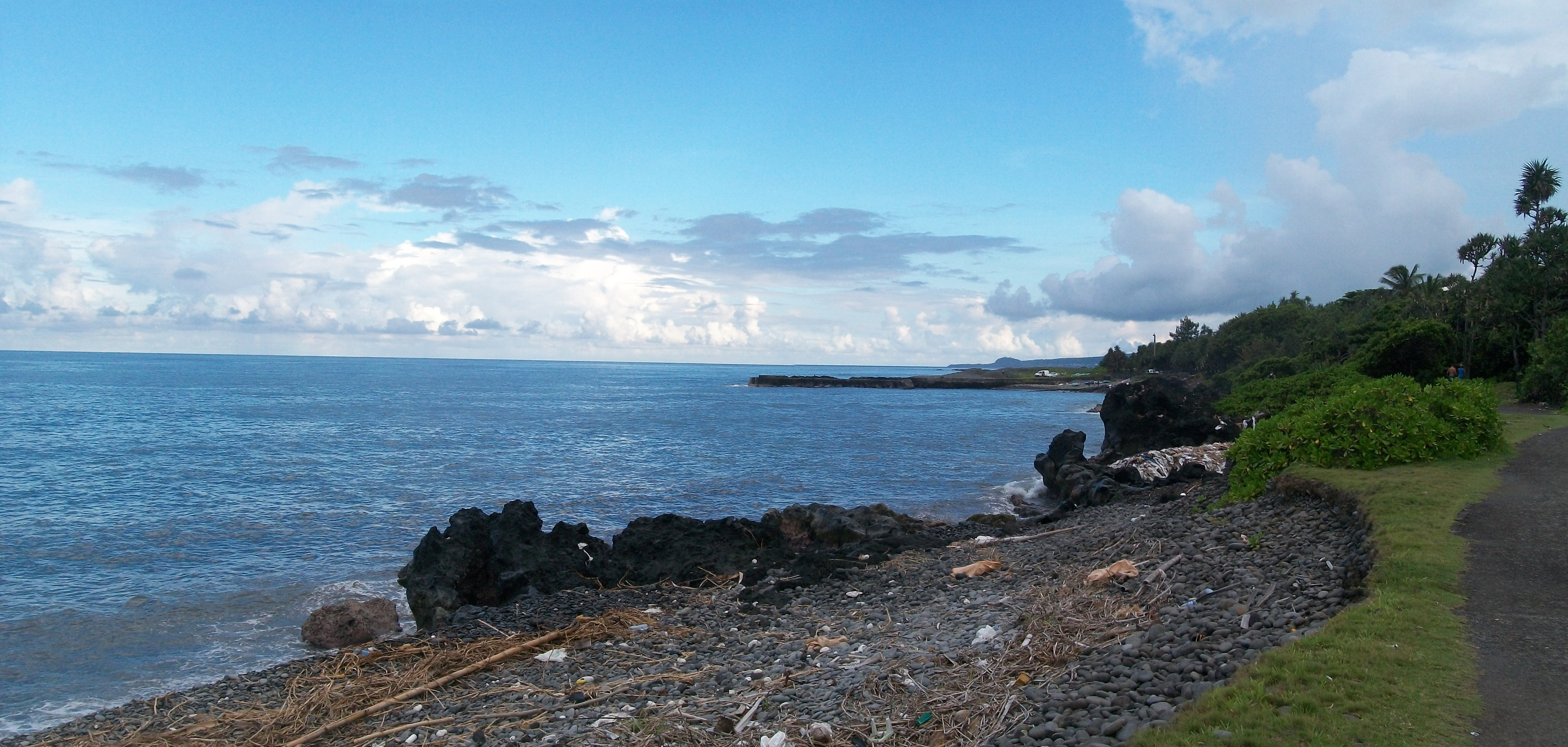
Vue du port du Butor depuis le sentier du littoral.

- Le sentier des Ravenales.

#### Autres
- Gendarmerie de Saint-Benoît,  Inscrit MH (2011).

### Personnalités liées à la commune
Les personnages suivants sont nés à Saint-Benoît :
- Joseph Hubert (1747 - 1825), scientifique.
- Pierre François Henry Étienne Bouvet de Maisonneuve (1775-1860), marin français, contre-amiral, a participé à la bataille du Grand-Port (île Maurice).
- Louis Henri Hubert-Delisle (1811 - 1881), homme politique.
- Evariste Berg (1834 - 1864), officier français, il a notamment participé à la bataille de Camerone.
- Charles Dureau de Vaulcomte (1836 - 1921), homme politique.
- Auguste Brunet (1878 - 1957), homme politique qui fut notamment député.
- Alexis de Villeneuve (1906 - 1946), maire de la commune mort assassiné.
- Granmoun Lélé (1930 - 2004), musicien de maloya.
- Daniel Honoré (1939 - 2018), écrivain.
- Jean-Claude Fruteau (1947 - 2022), maire de la commune, député européen de 1999 à 2007 et député de la 5e circonscription de La Réunion depuis juin 2007.
- Laurent Robert (1975 - ), footballeur international.
- Gaëlle Bélem (1984-), écrivaine.